# باد آیبلینگ
شهر باد آیبلینگ (به آلمانی: Bad Aibling) در ایالت بایرن در حدود ۳۵ مایلی جنوب شرقی مونیخ در کشور آلمان واقع شده است.

## نگارخانه

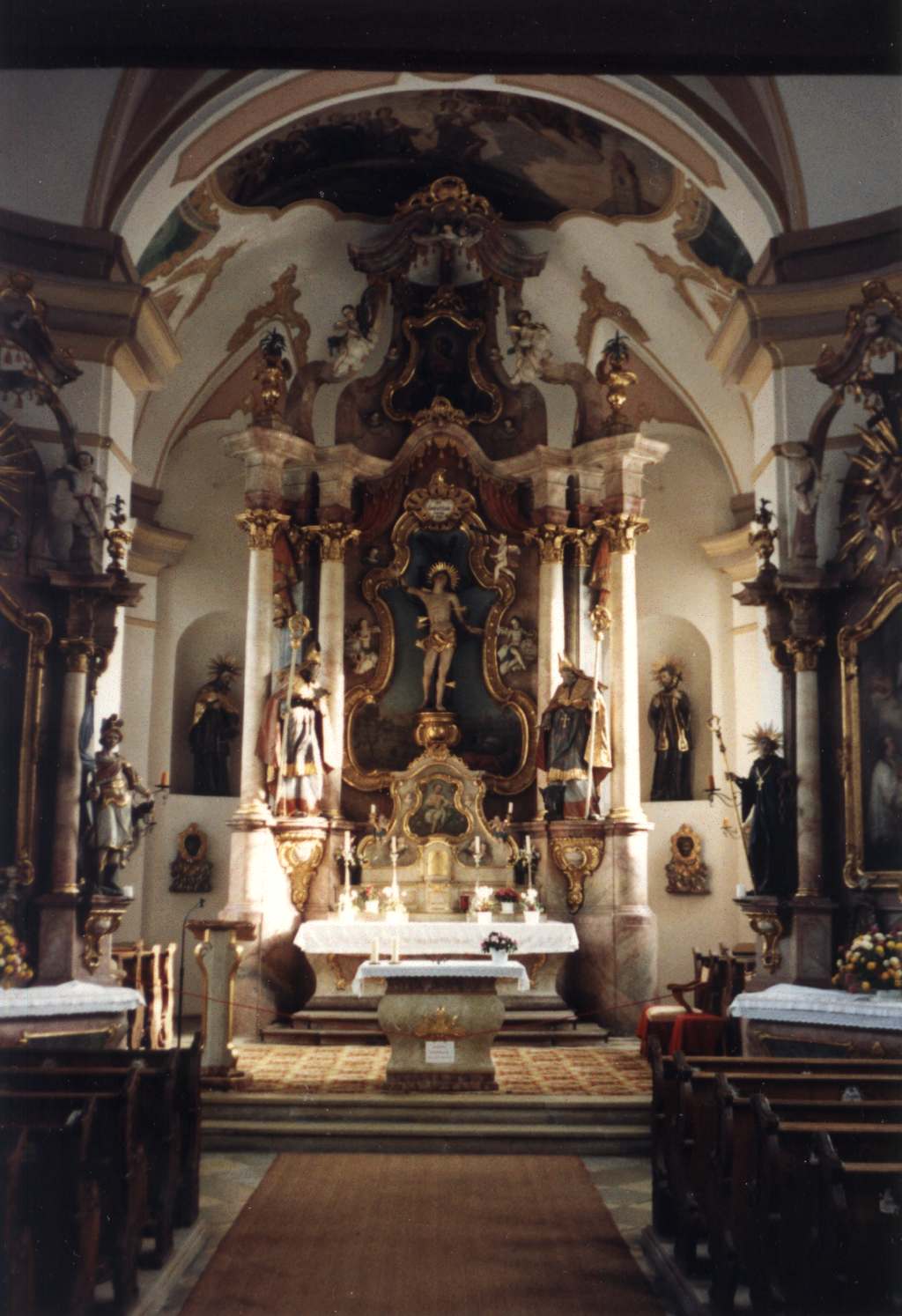
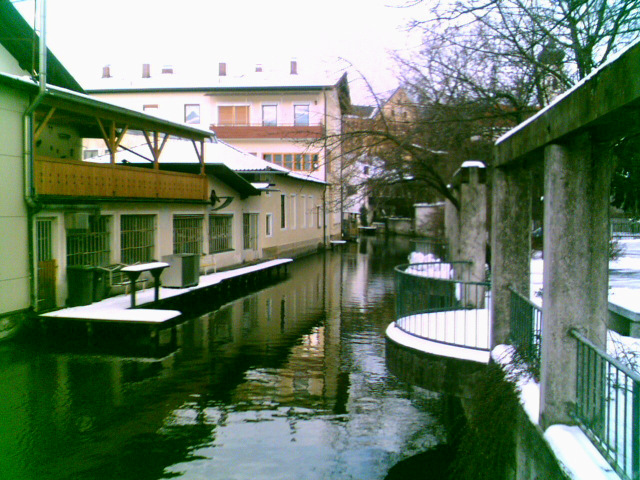
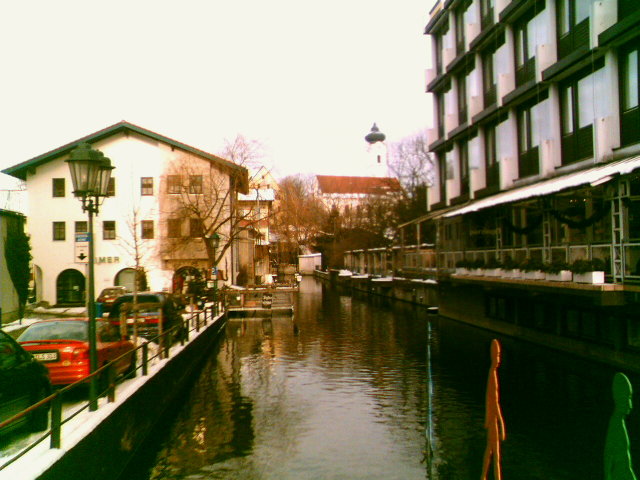
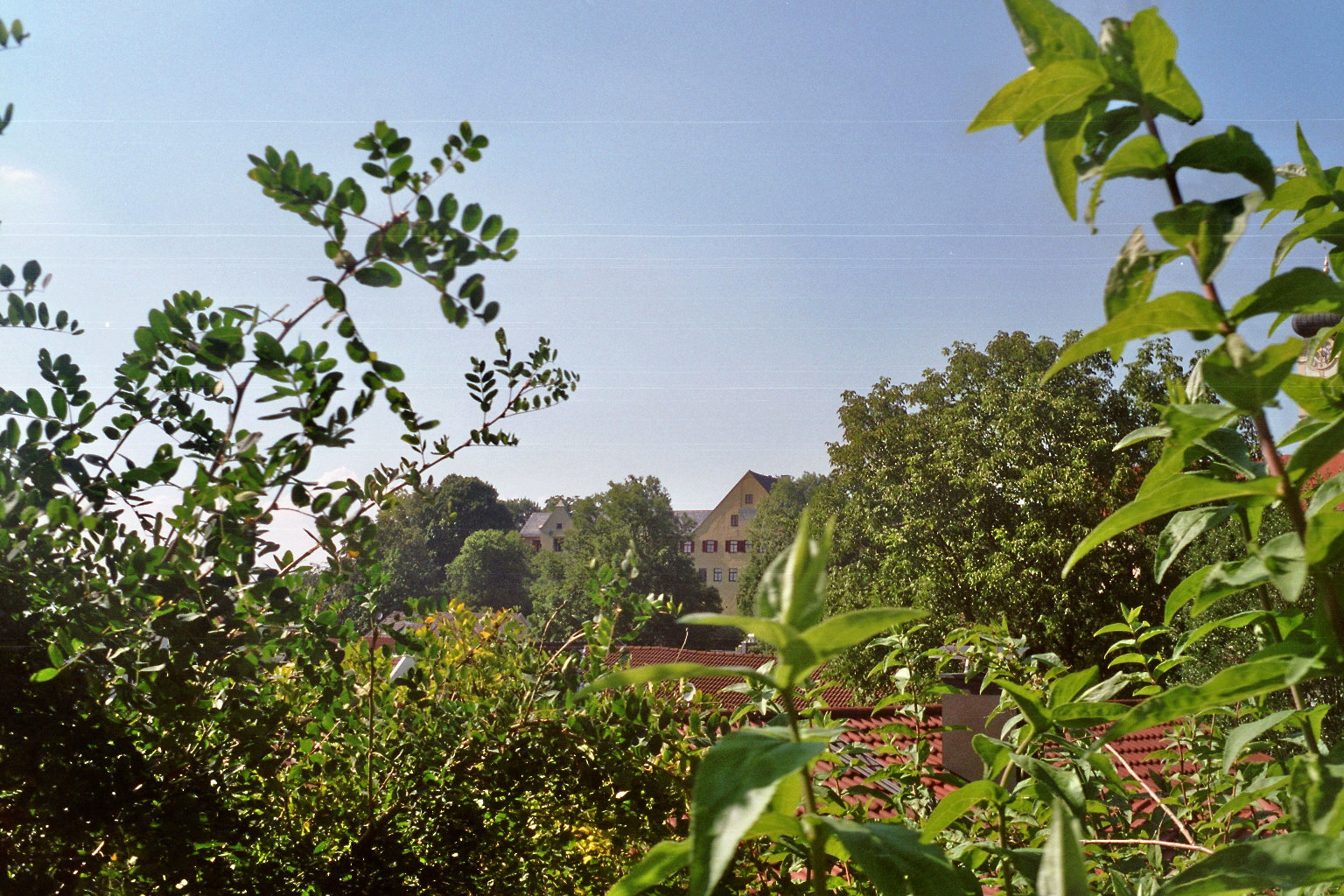
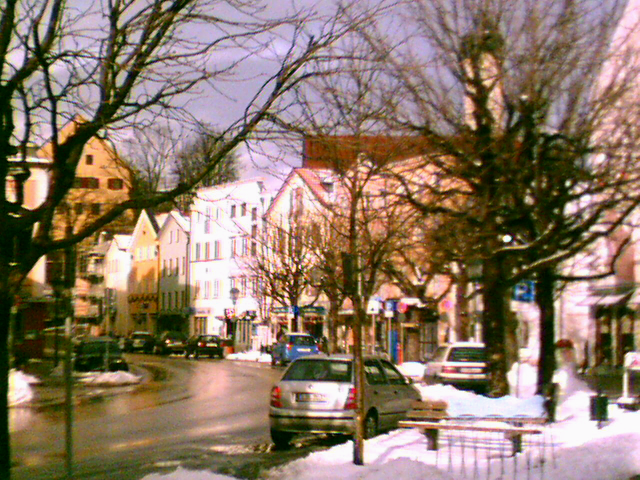
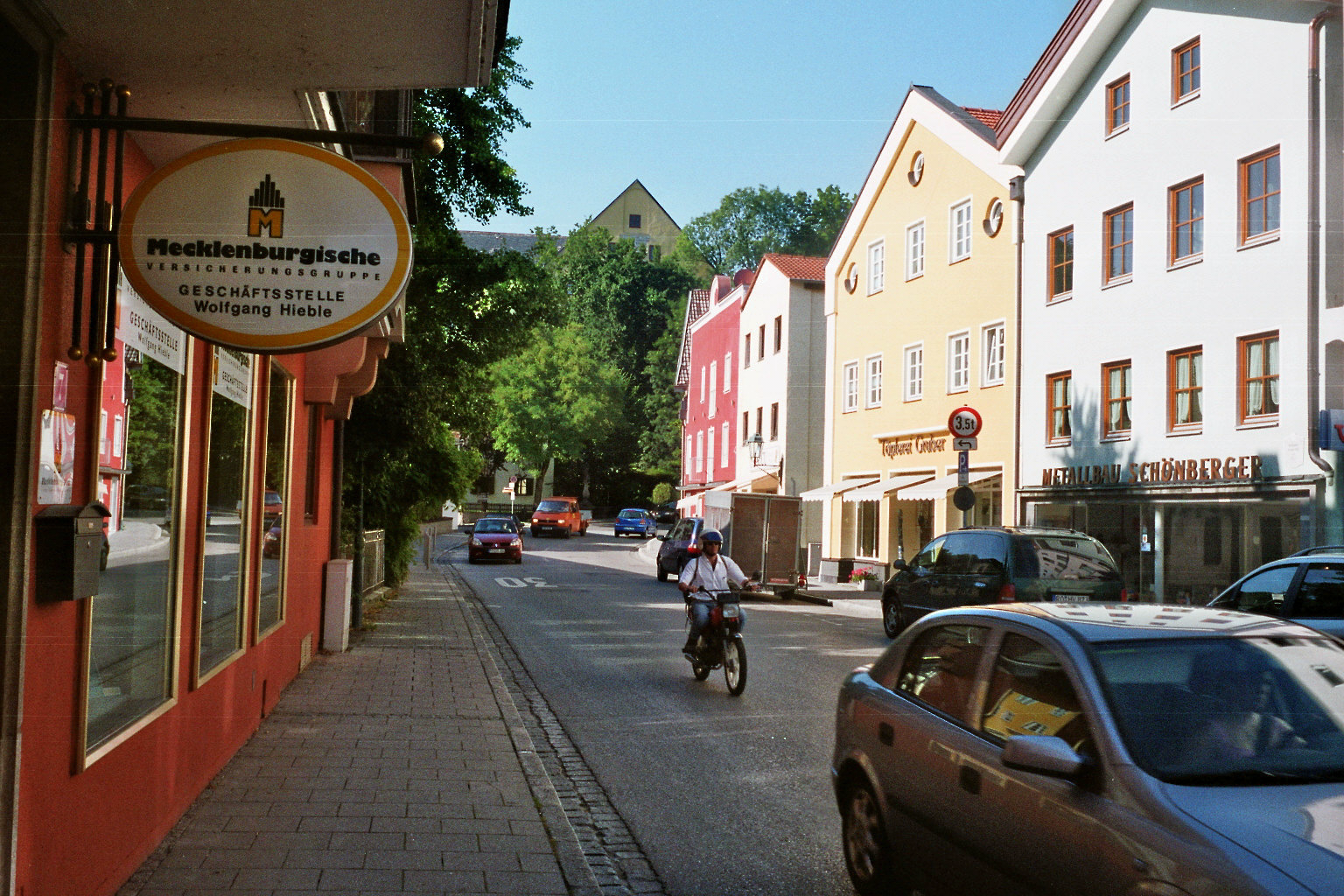
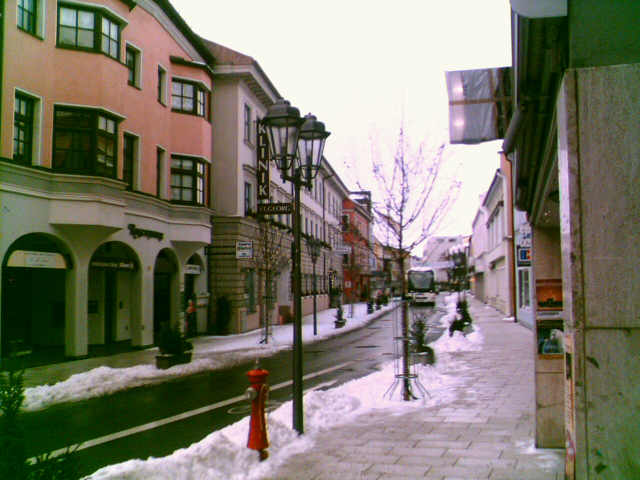
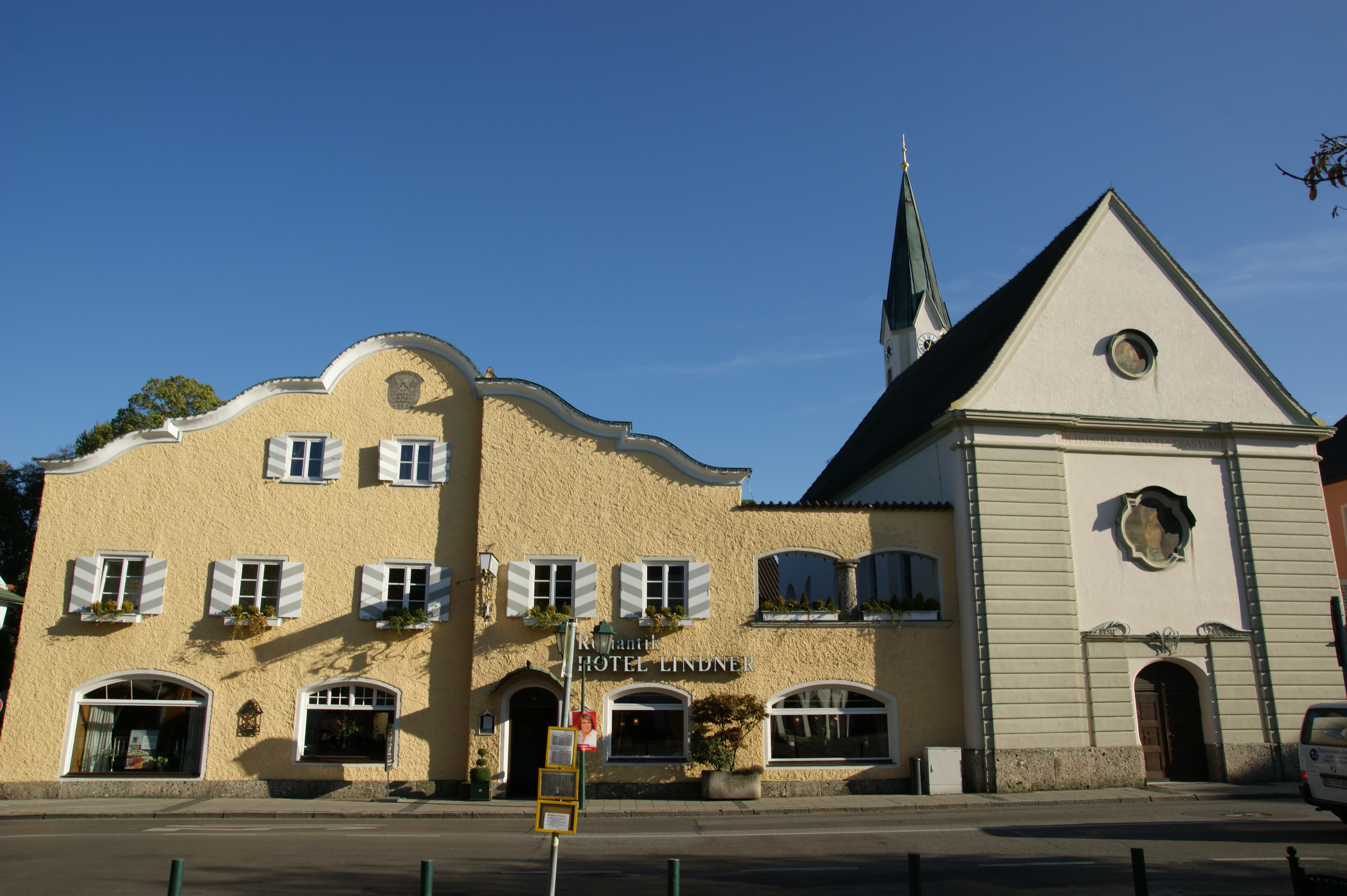
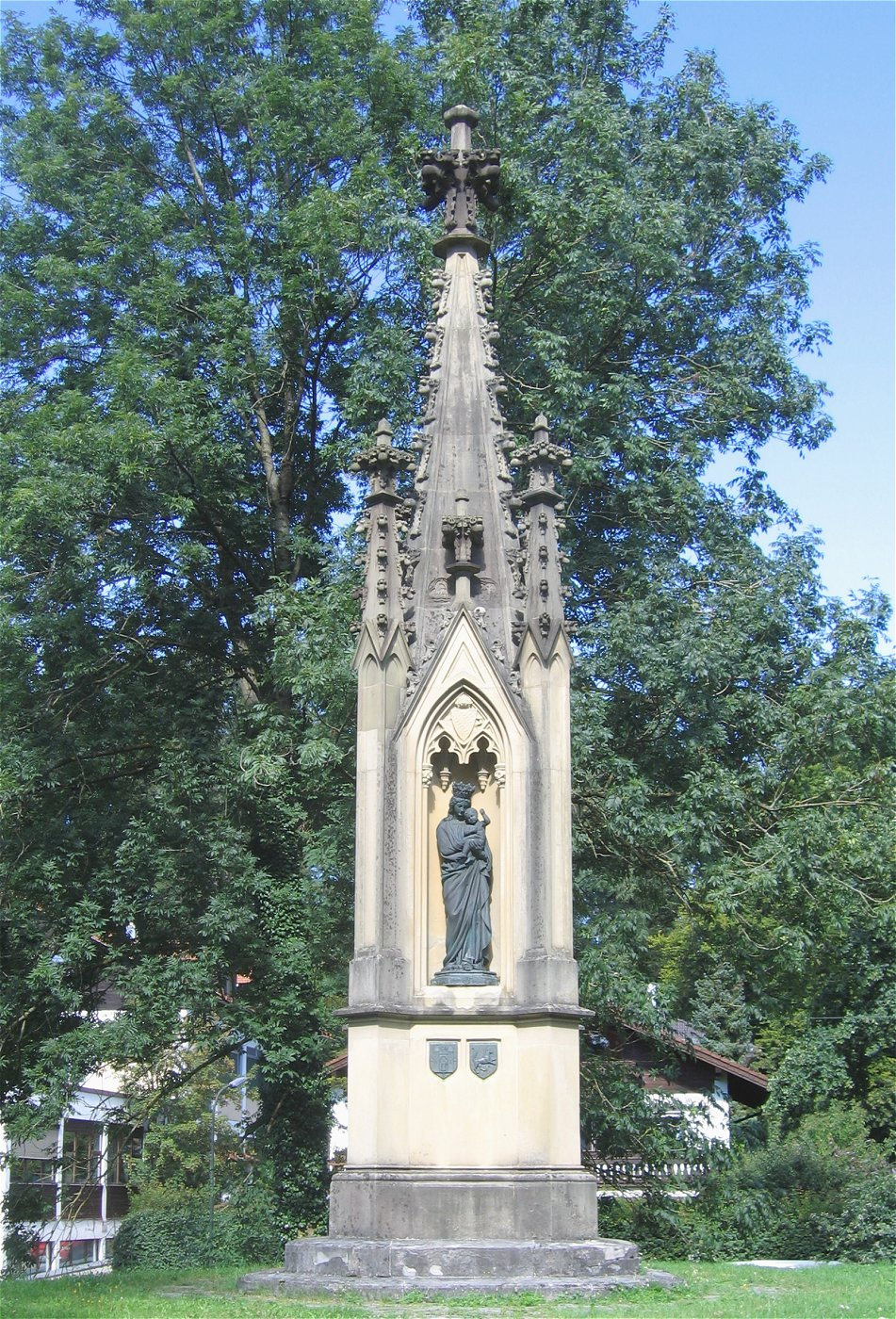
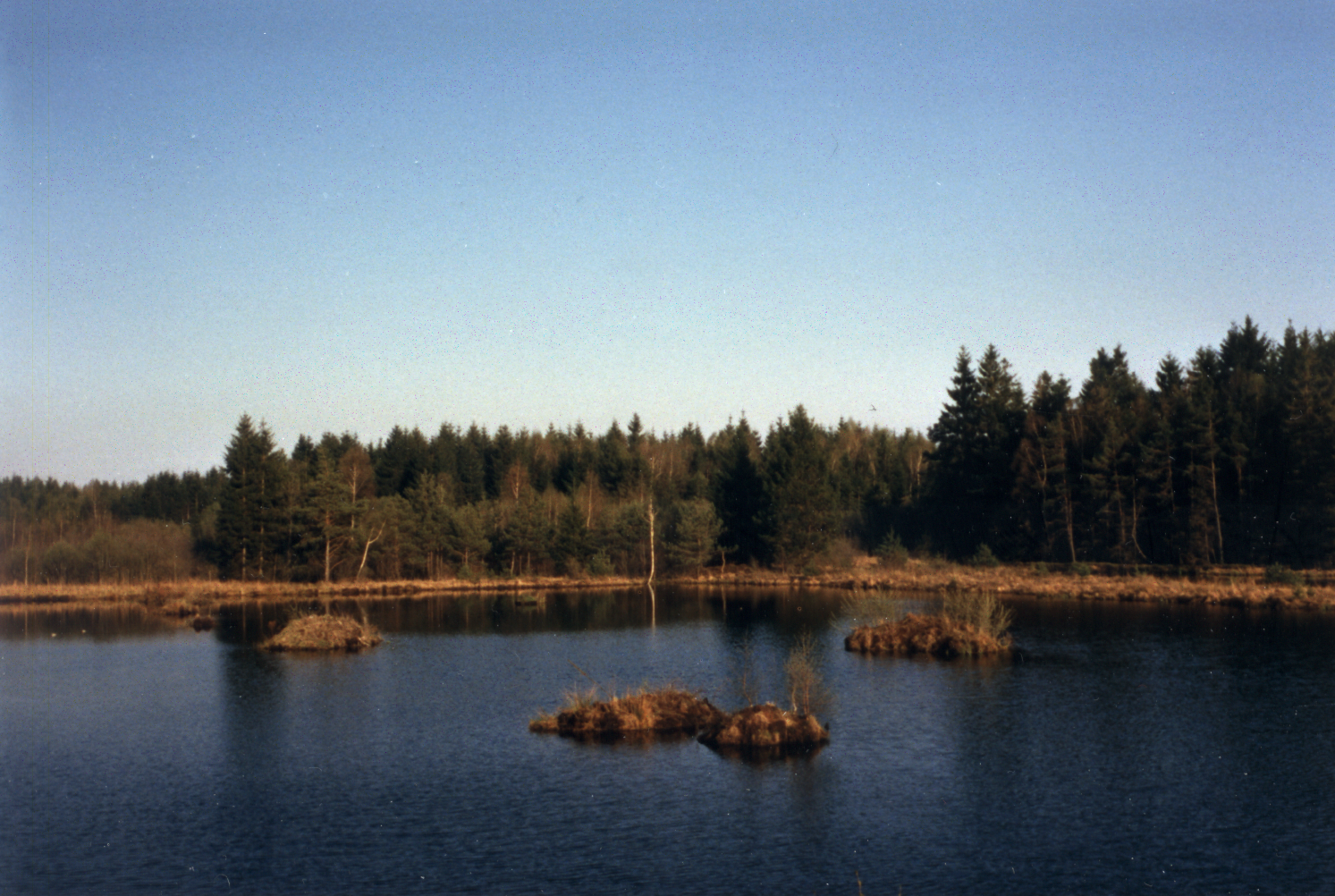
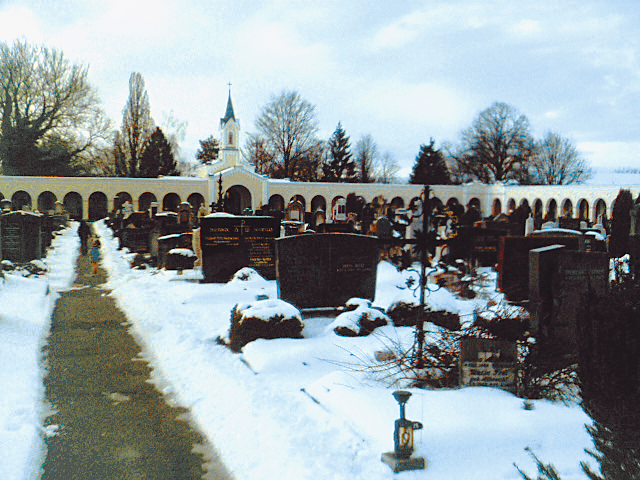
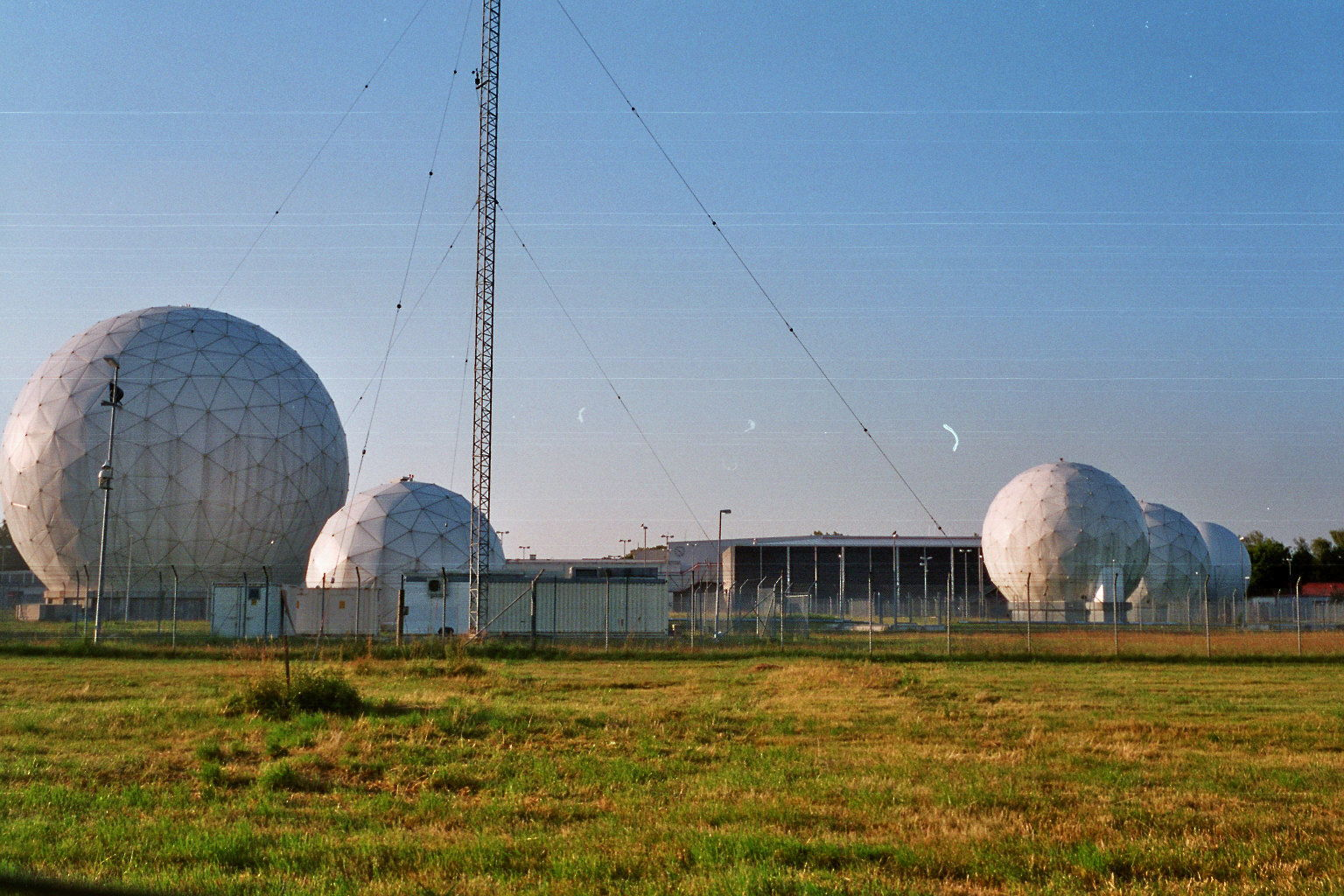